# 미 비포 유 (영화)
《미 비포 유》(Me Before You)는 2016년 공개된 영국의 영화로, 조조 모예스의 동명 소설을 원작으로 한다.

## 출연
- 에밀리아 클라크 - 루이자 클라크 역
- 샘 클라플린 - 윌 트레이너 역
- 재닛 맥티어 - 카밀리아 트레이너 역
- 찰스 댄스 - 스티븐 트레이너 역
- 브렌던 코일 - 버나드 클라크 역
- 제나 콜먼 - 카트리나 클라크 역
- 매튜 루이스 - 패트릭 역
- 스티브 피코크 - 네이선 역
- 버네사 커비 - 알리시다 듀어 역
- 벤 로이드휴스 - 루퍼트 프레시웰 역
- 서맨사 스피로 - 조시 클라크 역
- 조애나 럼리 - 메리 롤린슨 역